# Coralie Hayme
Coralie Hayme (ur. 26 stycznia 2001) – francuska judoczka. Srebrna medalistka mistrzostw świata w 2023 i 2024 w drużynie. Startowała w Pucharze Świata w 2024. Brązowa medalistka igrzysk śródziemnomorskich w 2022. Mistrzyni świata juniorów i druga na ME juniorów w 2021. Trzecia na mistrzostwach Francji w 2021 roku.